# Liste de toponymes numéraux
Cet article recense les toponymes numéraux, c'est-à-dire des lieux portant un nombre comme nom, ou dont le nom évoque un nombre.

## Liste

### 6
- Six (en), Virginie-Occidentale, États-Unis
- Sixes (en), Géorgie, États-Unis
- Sixes (en), Oregon, États-Unis

### 8
- Eight (en), Virginie-Occidentale, États-Unis

### 9
- Dokuz, un village dans le district de Gölpazarı, dans la province de Bilecik en Turquie
- Dokuz, un village dans le district d'Akdağmadeni, dans la province de Yozgat en Turquie

### 10
- Dix, New York
- Dix, Nebraska
- Dix, Illinois

### 12
- La Douze, commune française de Dordogne

### 20
- Twenty, Lincolnshire, Royaume-Uni

### 30
- Trente, ville d'Italie

### 56
- Fifty-Six, Arkansas, États-Unis. À sa fondation en 1918, les habitants soumettent « Newcomb » comme nom, qui est rejeté par le gouvernement fédéral qui le désigne de façon interne à l'administration selon son code de district scolaire, 56[1],[2].

### 66
Sixty Six, South Carolina (en)

### 76
- Seventy-Six Township, comté de Muscatine, Iowa, États-Unis
- Seventy-Six Township, comté de Washington, Iowa, États-Unis
- Seventy Six, Kentucky (en), États-Unis
- Seventy-Six, Missouri (en), États-Unis

### 84
- Eighty Four (en), Pennsylvanie, États-Unis. Eighty Four est à l'origine nommé Smithville. Pour éviter les confusions avec une autre ville du même nom, il est modifié en « Eighty Four » le 28 juillet 1884[3].

### 88
- Eighty Eight, Kentucky, États-Unis. Selon une explication, la ville serait nommée en 1860 par Dabnie Nunnally, premier maître de poste de la communauté. N'ayant que peu de foi en sa propre écriture, il aurait estimé que des nombres permettrait de résoudre le problème. En comptant les pièces dans sa poche, il serait arrivé à 88 cents[4]. Selon une autre explication, la ville serait située à 8,8 miles de Glasgow[5].

### 96
- Ninety Six, Caroline du Sud, États-Unis.

### 100
- Hundred, Virginie-Occidentale, États-Unis. Le lieu est nommé en l'honneur d'Henry Church et son épouse, premiers colons à atteindre 109 et 106 ans.
- Cents, un quartier de Luxembourg (ville).

### 101
- Wonowon, Colombie-Britannique, Canada. Prononcé de façon similaire à « One Oh One », soit 101, la lieu est située au 101e mile de la British Columbia Highway 97.

### 1 000
- Mille, village de Belgique.

### 1 770
- Seventeen Seventy (en), Queensland, Australie, nommée d'après l'année où James Cook et son trois mâts Endeavour touchent les côtes de ce qui deviendra l'état du Queensland pour la première fois, le 23 mai 1770. Au recensement de 2016, le village compte 69 habitants.